# Guérison de l'homme à la main paralysée
La Guérison de l'homme à la main paralysée est un miracle de Jésus-Christ. Il est raconté dans les trois évangiles synoptiques.

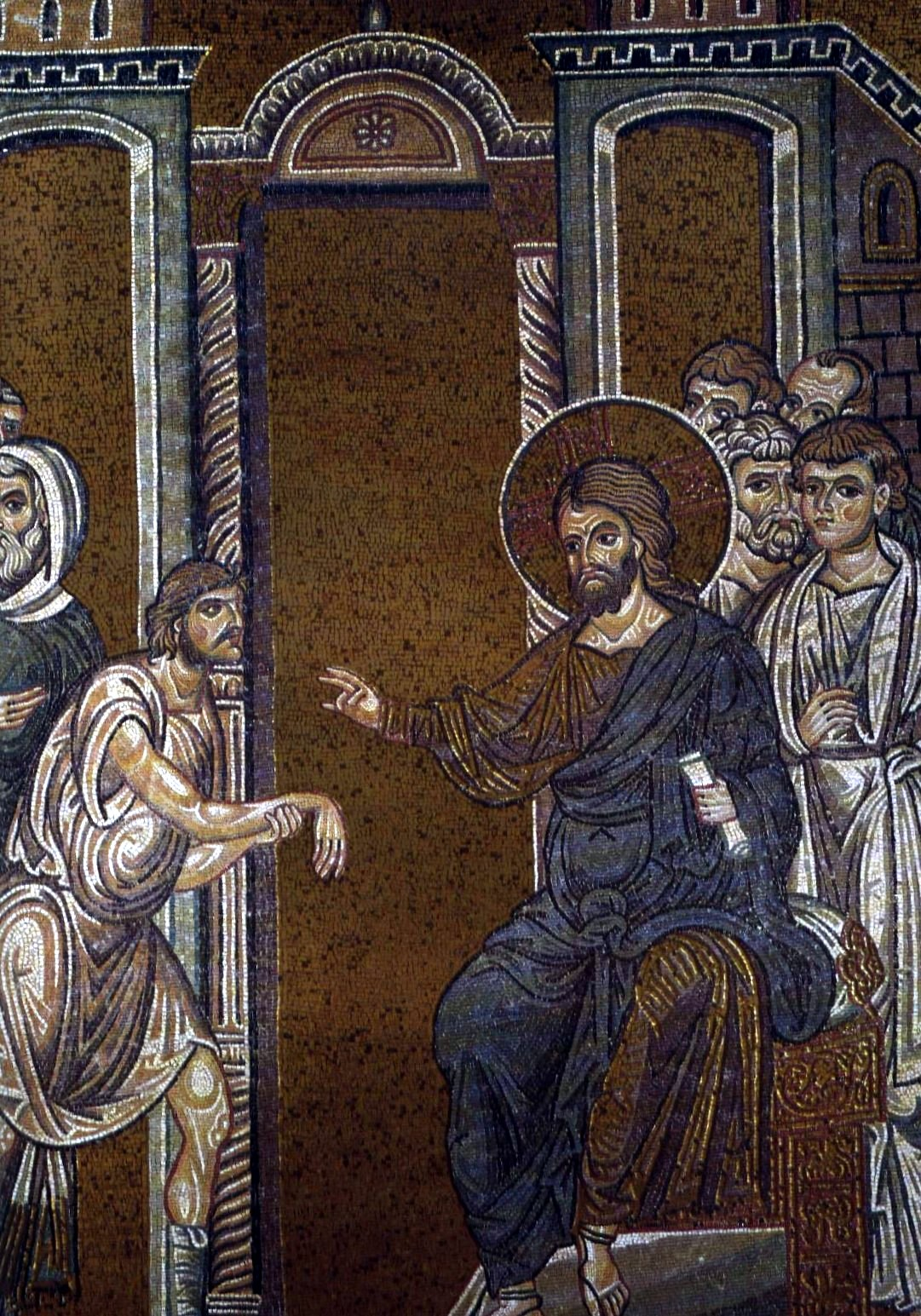
Le Christ guérissant l'homme à la main desséchée, mosaïque byzantine.

## Texte
Évangile de Jésus-Christ selon saint Matthieu, chapitre 12, versets 9 à 13 :
« Étant parti de là, Jésus entra dans la synagogue. Et voici, il s'y trouvait un homme qui avait la main sèche. Ils demandèrent à Jésus : Est-il permis de faire une guérison les jours de sabbat ? C'était afin de pouvoir l'accuser. Il leur répondit : Lequel d'entre vous, s'il n'a qu'une brebis et qu'elle tombe dans une fosse le jour du sabbat, ne la saisira pour l'en retirer ? Combien un homme ne vaut-il pas plus qu'une brebis ! Il est donc permis de faire du bien les jours de sabbat. Alors il dit à l'homme : Étends ta main. Il l'étendit, et elle devint saine comme l'autre. »
Traduction d'après la Bible Louis Segond.

## Interprétations
Le docteur de l'Église Jean Chrysostome interprète le miracle en affirmant que Jésus veut lutter contre l'aveuglement des cœurs. Il veut montrer sa compassion, et aussi essayer de faire comprendre par ce miracle, par cette maïeutique que l'humain doit s'appliquer à faire le bien quel que soit le jour. Pour l'époque ce n'était pas évident face à des règles strictes qui ne poussaient pas l'humain à écouter les vertus plus que la loi existante.